# Hymne mariale

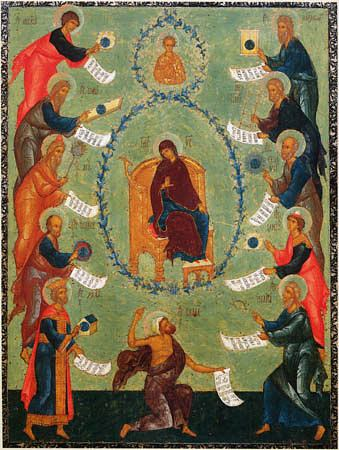
Icône orthodoxe de la Prière du Théotokos, devant lequel les fidèles chantent parfois l'Akathistos.

Une hymne mariale est une hymne chrétienne à usage liturgique, dédiée à Marie, tel que le Je vous salue Marie.

## Hymnes catholiques
Différentes hymnes sont présentes dans les textes liturgiques catholiques. Certaines ont été écrites à partir des textes bibliques alors que d'autres sont des créations antiques ou médiévales. Aujourd'hui, la multiplication des compositions de chants mariaux à des fins liturgiques permet une diversité dans le choix des hymnes.

### Les antiennes mariales
Sous le terme "antienne", l'Eglise peut designer une prière chantée, sans psaume associé. C'est le cas de la prière de l'Ave Maria. La liturgie définit quatre antiennes liées au temps liturgique.
- Alma Redemptoris Mater : du premier dimanche de l'Avent jusqu'à la Présentation de Jésus au Temple[2] ; cela correspond globalement aux temps de l’Avent et de Noël ;
- Ave Regina cœlorum : après la Présentation au Temple, et jusqu’avant le jeudi saint[2] ; cela correspond globalement à la première partie du temps ordinaire et au temps du Carême ;
- Regina cæli : du samedi saint à midi, jusqu'au samedi à midi veille de la Sainte-Trinité[2] ; cela correspond globalement au temps pascal ;
- Salve Regina :  de la fête de la Sainte Trinité jusqu'au samedi avant le premier dimanche de l'Avent[3] ; cela correspond globalement à la deuxième partie du temps ordinaire.

### Les hymnes grégoriennes
D'autres hymnes mariales appartiennent au répertoire grégorien et appartiennent en propre à la liturgie.
- Sub Tuum præsidium
- Ave Maris Stella
- Magnificat
- Stabat Mater

## Hymnes orthodoxes
Les églises orthodoxes possèdent aussi de très nombreuses hymnes mariales, de plusieurs sortes. Le genre le plus répandu est appelé théotokion, c'est-à-dire littéralement "qui a trait à la Théotokos" ; il conclut presque systématiquement les séries de stichères ou de tropaires au sein du propre d'un office. Une autre hymne mariale est le mégalynaire, qui, par sa place éminente au sein de la Divine liturgie (juste après la consécration des saints Dons), est l'une des hymnes les plus représentatives de chaque grande fête. Le mégalynaire est l'hirmos de la neuvième ode du canon des matines, et est précédé du premier refrain prescrit (sauf aux rares fêtes qui en sont dépourvues). Ainsi, le 8 septembre, pour la Nativité de la Vierge, on chante : "Magnifie, ô mon âme, la très-sainte nativité de la Mère de Dieu (refrain). Étrangère aux mères la virginité, et inconnue des vierges la conception ; à toi, ô Mère de Dieu, ces deux choses ont été conférées : aussi nous, toutes les races de la terre, sans cesse nous te magnifions (hirmos)."
Les fêtes liturgiques consacrées à la Mère de Dieu sont constituées essentiellement d'hymnes mariales, quoique concentrées principalement sur le mystère du jour ; elles se terminent la plupart du temps par une supplique ou un rappel du salut advenu à travers elle.
L'hymne acathiste est une très longue hymne mariale.